# 原嶋清次
原嶋 清次（はらしま きよつぐ、1969年 - ）は、日本の総務官僚。

## 来歴
1993年早稲田大学教育学部卒業後、総務庁（現総務省)入庁。2014年公害等調整委員会事務局審査官、2017年行政評価局評価監視官、2019年大臣官房参事官兼公文書監理室長、2020年行政評価局企画課長、2021年行政評価局総務課長、2022年大臣官房政策評価広報課長、2023年行政評価局担当審議官、2024年近畿管区行政評価局長。